# Senec (Rakovníki járás)
Senec település Csehországban, Rakovníki járásban. Senec Lubná, Senomaty, Příčina, Hvozd és Pavlíkov településekkel határos. Lakosainak száma 264 fő (2024. január 1.).

## Népesség
A település lakosságának változását az alábbi diagram mutatja:
| Lakosok száma | 491  | 529  | 524  | 319  | 229  | 224  | 250  | 263  | 255  | 264  |
|               | 1869 | 1890 | 1921 | 1950 | 1980 | 2001 | 2017 | 2019 | 2022 | 2024 |